# Eden Hazard
Eden Hazard (født 7. januar 1991 i La Louvière, Belgien) er en tidligere belgisk fodboldspiller.
Han har  spillet en årrække hos Lille OSC i Frankrig, som han i 2011 vandt det franske mesterskab med. Med Chelsea vandt han i 2013 UEFA Europa League efter finalesejr over Benfica fra Portugal.
I 2016/2017 sæsonen vandt han Premier League med Chelsea FC.
I 2018/19 sæsonen vandt han for anden gang Europa League med Chelsea.
I 2019 skiftede han til den Spanske klub Real Madrid.

## Familie
Søn af Thierry Hazard som også var en professionel midtbanespiller.
Mor, Carine, tidligere fodboldspiller i den belgiske førstedivision for kvinder, stoppede med at spille, da hun var tre måneder henne med Eden. Eden har tre yngre brødre: Hans bror, Thorgan Hazard, (født 1993) skiftede ligeledes til Chelsea i sommeren 2012, men spiller nu for det tyske hold Borussia Dortmund. Lillebror Kylian (født 1995) spiller for Cercle Brügge i Belgien. Den yngste Ethan spiller på ungdomsakademiet i A.F.C. Tubize.

## Landshold
Eden Hazard har (pr. 24. marts 2019) spillet 100 kampe for det belgiske landshold, som han debuterede for den 19. november 2008 i en venskabskamp mod Luxembourg.